# Ivan Baraban
Ivan Baraban (Vinkovci, 22 gennaio 1988) è un calciatore croato, centrocampista del Mladost Vođinci.

## Carriera
Ha giocato nella massima serie dei campionati croato e bosniaco.

## Palmarès

### Competizioni nazionali
- Coppa della Bosnia ed Erzegovina: 1

Široki Brijeg: 2016-2017